# 玩具熊的五夜后宫：第四个衣柜
《玩具熊的五夜后宫：第四个衣柜》（英語：Five Nights at Freddy's: The Fourth Closet）是由史葛·戈晃和琪拉·布里德·鲁依斯莉写作的神秘恐怖小说，为《玩具熊的五夜后宫：扭曲的事物》的续作兼小说系列的最终作。此小说于2018年6月26日出版，参考自恐怖游戏系列《玩具熊的五夜后宫》。

## 故事简介
查莉到底发生了什么事？这个问题约翰一直都甩不掉，查莉死亡的噩梦和多次奇迹的重现。约翰只想要忘记掉所有在披萨餐厅发生的事件，但这部分并没有这么容易。
与此同时，哈利肯新开了一家披萨餐厅，一连串熟悉的绑架事件开始发生，约翰和他的朋友：杰西卡、玛拉和卡尔顿一起解开事件并找到失踪的小孩。过程中，他们将会揭开查莉真正发生的扭曲谜团，以及她爸爸创造物的故事。

## 剧情
查莉在约翰的眼前被杀死后却又再度复活，约翰不想面对这个现实，但在杰西卡的劝告下再去见她一面。虽然约翰认为这个查莉不像他认识的人，但他还是和她进行了一天约会。之后约翰去见克莱警官，得知了失踪孩童的事件，之后再回来时发现到克莱警官被攻击，及时把他送到医院。
约翰发现此事可能和新开张的“马戏团贝比的披萨餐厅”有联系，于是和杰西卡等人展开调查。他们根据线索来到了查莉阿姨的家，但不久后不但找到了真正的查莉，冒牌的查莉还出现杀了她的阿姨。约翰和杰西卡成功带着查莉回家后，他们决定对冒牌的查莉进行调查。过程中，杰西卡跳上查莉正要离开的车确定了她的目的地——“马戏团贝比的披萨餐厅”。但查莉发现杰西卡后，绑架她到餐厅内，此时杰西卡遇到了威廉·阿夫顿。
与此同时，真正的查莉在约翰的房间里醒来后，遇见了玛拉和刚从克莱警官家拿着可以让人类产生幻觉的仪器回来的约翰。约翰要求擅长制作机器的查莉改造这个仪器，让机械玩偶不能够注意到他们。当约翰和查莉决定再度前往查莉阿姨家的同时，杰西卡被关在一个房间里，她与同样在那里的几个失踪的孩童一起逃出。卡尔顿和玛拉发现了查莉真正的身份：马戏团贝比，于是前往披萨餐厅探索真相，就此遇见了杰西卡和小孩们。
查莉和杰西卡也同样在查莉阿姨家寻找线索，找到了一些关于其他神秘机器人的资料后，他们与冒牌查莉碰面，并不断地被攻击。贝比和查莉对话，告诉她自己原本是伊丽莎白·阿夫顿，威廉的女儿。伊丽莎白也告诉了查莉她只是个机器人，代替父亲已逝世多年的女儿。就在接近被贝比杀死的一刻，查莉用了衣柜里父亲用来自杀的机器人杀死了贝比，但同时也牺牲了自己。杰西卡一群人一方面，为了找到另外一名遗失的孩童，卡尔顿和队伍分开自行搜索餐厅，其他人则逃出那里。卡尔顿遇见了威廉，并遭注射了奇怪的液体，导致自己可以看到并与被杀死的孩童灵魂对话。卡尔顿对那些认为装扮成邦尼的威廉是好人的孩童们解释威廉的身份，于是那些灵魂们操纵了机器人并利用它们把威廉扔入火炉里，最终灵魂们都消失了。
卡尔顿最终被送到了医院，和约翰一行人待在一起。约翰没有告诉他们查莉的死亡，之后自行走到了查莉的坟墓。坟墓揭露了查莉其实是3岁时就被杀死了。

## 发展
2018年3月，作者将小说的标题和简介公开在亚马逊的商店页面。